# تثاقف تفاعلي
يسعى نموذج التثاقف التفاعلي (IAM) إلى دمج المكونات التالية للمهاجرين في إطار نظري مشترك، فضلاً عن العلاقات المجتمعية للمجتمع المضيف في بيئات متعددة الثقافات: (1) توجهات التثاقف (التبادل أو الاقتباس الثقافي) التي تتبناها مجموعات المهاجرين في المجتمع المضيف؛ (2) توجهات التثاقف التي يتبناها المجتمع المضيف تجاه مجموعات خاصة من المهاجرين؛ (3) النتائج العلائقية بين الأشخاص وبين المجموعات التي تكون نتاجًا لحالات التمازج بين توجهات التثاقف للمهاجرين والمجتمع المضيف. وتأسس إطار هذه المكونات بين بيئة هيكلية سياسية/حكومية. وفي نهاية المطاف، يتمثل هدف النموذج في تقديم حساب غير حتمي وأكثر ديناميكية للتثاقف المجتمعي للمهاجرين والمجتمع المضيف في البيئات متعددة الثقافات (Bourhuis et al., 1996).
وبشكل أساسي، فإن النموذج يأخذ كلا جانبي الهجرة (المهاجر والمجتمع المضيف) ويقارن القيم والرغبة في التمسك بالروابط التاريخية والثقافية للسكان المهاجرين مقابل الرغبة أو درجة استعداد السكان المضيفين لاستيعاب تدفق المهاجرين. من بين الأمثلة على الأسئلة المطروحة على سكان البلد المضيف؛ (1) هل تجد أنه من المقبول أن يحافظ المهاجرون على تراثهم الثقافي؟ (2) هل تقبل بأن يتبنى المهاجرون ثقافة المجتمع المضيف الخاص بك؟ ويستمد النموذج نوعين مهمين من البيانات؛ 1) مستوى استعداد السكان المهاجرين للحفاظ على جذورهم الثقافية والتاريخية 2) رغبتهم (أو عدم رغبتهم) في تكامل وتبني السمات التاريخية والثقافية للمجتمع المضيف. ويصنف النموذج السكان بشكل أساسي، استنادًا إلى الرود، على أساس كونها في صالح التكامل أو الاستيعاب أو الانفصال. وعند مقارنتها بمستوى الاستعداد الذي يبديه المجتمع المضيف، يتوقع النموذج ما إذا كان السكان المهاجرون سوف يصبحون مستوعبين بشكل كلي أو مهمشين أو حتى معزولين عن المجتمع المضيف (Bourhis 377).

## مواقف الدولة بشأن الهجرة والتثاقف
في الماضي، تم وصف التثاقف على المستوى الكلي، حيث يوجد تأكيد على العمليات والآثار الواقعة على السكان، وعلى المستوى الجزئي حيث يصف الأثر النفسي الواقع على الأفراد. ويشير بورهيس وآخرون إلى العمل الذي تم في وقت سابق لكل من لغرافيز وبيري (2003) في تحديد التغيير النفسي الفردي الذي يتعرض له المهاجر أثناء اندماجه في ثقافة المجتمع المضيف. وتُلاحَظ هذه التغييرات في الفرد الذي يتأثر بالثقافة الجديدة، وكذلك الشخص المشارك والمتفاعل في إطار الثقافة الجديدة. ولفهم الآثار الاجتماعية والنفسية لتثاقف المهاجر بشكل أكبر، يبدأ فريق بورهيس (Bourhis) نموذجهم بتحليل السياسات الهيكلية التي تتناول الهجرة، لا سيما في الدول المضيفة.
سياسات الدولة
توضح مقالة بورهيس وآخرون في البداية الأيديولوجيات التي تشكل أساس السياسات الموجودة في الدولة المضيفة. وتقبل الدراسة بشكل كبير فكرة أن هذه السياسات لها تأثير كبير في الديناميات وعملية التثاقف التي تحدث في نهاية المطاف، والتي تستمر من قِبل الأشخاص المضيفين والمهاجرين. وقد قام فريق بورهيس بتصنيف سياسات الدولة المضيفة بطريقة بريتون (1988) إلى سياسات الهجرة التي تبين كميات ونوع وأصل المهاجرين المسموح بهم، والشروط والقواعد، ثم تحديد قواعد العيش التي يتعين على المهاجرين الامتثال لها في البلد المضيف، مثل تصاريح العمل والقدرة على الحصول على الجنسية وما إلى ذلك. علاوة على ذلك، حددنا أيضًا سياسات التكامل الخاصة بالدولة التي تناولت آليات مساعدة المهاجرين للالتحاق بثقافة البلد المضيف، وكذلك الإجراءات اللازمة لقبول الدولة المضيفة للمهاجرين. وهذان النوعان من السياسات قد يكونان متكافلين أو متناقضين مع بعضهما البعض، وذلك من حيث الأهداف والتركيز. وكان اهتمام فريق بوريس ينصب بشكل رئيسي على البلدان الغربية، ولاحظ أنه في هذه البلدان عادة ما تواجدت السياسات والبحث والتنفيذ والمسؤولية الخاصة بالهجرة والتكامل في وكالة حكومية واحدة. وفي كثير من الأحيان، كانت هذه الوكالة تُكلف بمهام صياغة القوانين وإنفاذ قوانين الهجرة، وربما تكون المركز الحكومي للاستيعاب الثقافي وسياسة التكامل. واستنادًا إلى الاتفاقيات الدولية والإشارة إلى الأعمال السابقة لكابلان (1993)، فإن البلدان ذات السيادة تمتلك الحق وتتحمل المسؤولية لتحديد حدود الجنسية ونطاقها. ويُفترض أن يكون لكل بلد الحق في تقرير كل ما هو وطني والإجراءات اللازمة ليكون الشخص من مواطني هذا البلد. وسوف تستمد البلدان سياسات الهجرة الخاصة بها استنادًا إلى عدد كبير من العوامل، ولكن في سياق الدولة والمواقف الوطنية نحو السكان المهاجرين. وهذه السياسات لا تحدد الأعداد والإجراءات البيروقراطية فحسب، ولكنها تتناول الهجرة غير القانونية وطرق مكافحتها أيضًا. وكما هو الحال مع كل سياسات الدولة، تعكس القوانين التي تم سنها غالبية مواقف الدولة المضيفة وكذلك تساعد على تكوين هذه المواقف. ويقوم نموذج بورهيس على مواءمة أربع مجموعات لسياسات الدولة (cf. Breton, 1988; Drieger, 1989; Helly, 1994). وسياسات التكامل الخاصة بالدولة ليست حصرية ودائمة لبلد مضيف معين. وتوجد الأيديولوجيات كمجموعة من سياسات الدولة والتأييد الشعبي المحيط الذي يُعتبر أساس هذه السياسات. وعادة لا يتم تقنين سياسات الدولة في شكل دستوري، ويتم تعديلها بمرور الوقت لتعكس الظروف المتغيرة ومواقف الاشخاص والحكومة. ويتم وصف العناصر التالية من قِبل بورهيس في تفسير نموذج التثاقف التفاعلي:
الأيديولوجيات التعددية
بناء يقوم على الفكرة المتمثلة في أن الدولة المضيفة تتوقع من السكان المهاجرين أن يمتثلوا للقيم العامة للدولة المضيفة مثل الديمقراطية والحرية الفردية، ولكنهم يكونون أحرارًا في الحفاظ على القيم الفردية والثقافية طالما كانوا متقيدين بحدود قوانين الدولة المضيفة (من الجائز استخدام اللغة الأصلية، ولكن تعدد الزوجات غير مقبول). وسوف تعكس السياسات المعتمدة من قِبل الدولة وجهة نظر إيجابية للمهاجرين الذين يحافظون على ثقافاتهم المتنوعة، وسوف يدعمون هذه الاختلافات ليس فقط على الصعيد الاجتماعي ولكن ربما على الصعيد المالي أيضًا. والدعم المالي أو سن السياسات الحكومية الإيجابية هي التي تميز هذا عن الأيديولوجية وسياسة الدولة الأكثر مدنية. وبعض الدول الإسكندنافية وكذلك الديمقراطيات الغربية الأخرى فضلت في بعض الأحيان هذا المسار لتشجيع التنوع الثقافي ووضع التثاقف كهدف للدولة.
الأيديولوجيات المدنية
من شأن هذه السياسات أيضًا الحفاظ على فرضية أن المهاجرين يعتمدون القيم العامة للدولة المضيفة، وأن القيم الفردية لا يمكن إملاؤها أو إخضاعها للرقابة من قِبل حكومة الدولة المضيفة. ولكن في الأيديولوجيات المدنية، لا يوجد دعم مالي عام لهذه القيم الخاصة أو لاستمرار الثقافة الخاصة وازدهارها. ويُسمح بالهويات والقيم الثقافية، ولكن لا يُسمح بترويجها من قِبل حكومة الدولة المضيفة في سياسات الحكومة بشأن عدم التدخل. وتتبنى العديد من البلدان الأوروبية وبلدان أمريكا اللاتينية أيديولوجيات مدنية إلى حد ما. وعادة ما تشهد هذه البلدان ازدهارًا لدى السكان المهاجرين الذين يحتفظون بهوية ثقافية، وفي بعض الأحيان باللغة.
أيديولوجية الاستيعاب
تعد هذه مجموعة من المعتقدات والسياسات التي تدعم اعتماد القيم العامة من قِبل السكان المهاجرين، وكذلك بعض القيم الخاصة للثقافة السائدة للدولة المضيفة. وإننا نتوقع أن تُملي هذه السياسات جوانب مثل لغة واحدة في المدارس وتشجيع التكامل الثقافي الطوعي (والإلزامي في بعض الأحيان) على جميع المستويات، لتحقيق التجانس بين تعبيرات السكان المهاجرين وتعبيرات الدولة المضيفة. وهذا لا يمكن أن يكون تطوعيًا فقط ولكنه إلزامي أيضًا، ومن المتوقع أن يحدث بمرور الوقت. وكانت لدى الولايات المتحدة سياسات استيعاب بشكل أساسي إلى أن حدث التدفق الهائل للمهاجرين خلال النصف الأخير من القرن الماضي، والذي قامت الولايات المتحدة فيه بتخفيف مواقفها وسياساتها تجاه أيديولوجية أكثر مدنية. وأحد بدائل أيديولوجية الاستيعاب هو الأيديولوجية الجمهورية المماثلة لتلك الأيديولوجية المبينة في فرنسا، والتي تعود إلى الثورة وتفترض «الرجل العالمي» الذي يتمتع بالقدرة على كبت سمات ثقافية عكسية ومرغوب فيها وطلب «مواءمة» من أجل المشاركة بشكل كامل على قدم المساواة في المجتمع.
الأيديولوجية العرقية
تعد هذه في الأساس هي الفكرة المتمثلة في أن الدولة يمكن أن تفرض كامل القيم العامة والخاصة وتجعلها شرطًا مسبقًا للحصول على الجنسية الكاملة. وتتجلى من حين لآخر في الالتزام بقيم الدولة المضيفة حسب الاقتضاء من قِبل السكان المهاجرين أو أن هذه الأيديولوجية تتجلى بشكل أكثر في اشتراط أن تكون جزءًا من العرق أو الدين من أجل قبولك كمواطن. ويمكن للحكومات أن تسن شروطًا لعلاقات الدم أو النسب للحصول على الجنسية. وهناك دول مثل سويسرا واليابان لا يتم فيها قبول المهاجرين إذا كانوا يفتقدون للدم العرقي ليتمتعوا بالمواطنة الكاملة، ويمكن السماح لهم فقط بأن يتمتعوا بوضع أقل شأنًا مثل عامل ضيف أو مواطن من الدرجة الثانية.

## مواقف السكان المهاجرين
تختلف مواقف السكان المهاجرين التي تشكل تثاقفهم ومستوى استيعابهم في الدولة المضيفة اختلافًا كبيرًا. وهناك موقف تم استكشافه على نحو خاص يتمثل في مفهوم الثنائية الثقافية. في إطار اقتراح غوردون (1964)، فإنه يحدد نموذج تثاقف ذا بُعد واحد تخضع له مجموعات المهاجرين بمرور الوقت في ظل سعيها للحفاظ على التوازن بين ثقافتها/تراثها الخاص مقابل ثقافة وتراث الدولة المضيفة. وهذا التوازن هو في الأساس ثقافة ثنائية، حيث يحتفظ فيه السكان المهاجرون بملامح ثقافة التراث الخاصة بهم، مع اعتماد العناصر الرئيسية لثقافة البلد المضيف. الثقافة الثنائية هي عابرة (Goldlust, Richmond, 1974; LaFromboise, Coleman, & Gerton, 19993)، وبمرور الوقت، يستوعب السكان المهاجرون في نهاية المطاف ثقافة الدولة المضيفة ويصبحون «أعضاء شرعيين» من الأغلبية، وذلك حتى يتم الانسجام في البنية الاجتماعية القائمة للمجتمع المضيف (Woldemikael , 1987).
النقد
يستشهد نقاد النموذج ذي البعد الواحد بتدفق القوى الأوروبية المتقدمة تكنولوجيًا وثقافيًا إلى المجتمعات الأقل تطورًا في العالم الجديد، والذي استوعب في جوهره المجتمع المضيف. ويفشل النموذج ذو البعد الواحد في مراعاة الحقيقة المتمثلة في أن الغالبية المضيفة تتغير أيضًا بوجود المهاجرين المتميزين ثقافيًا (Taft, 1953).
نموذج التثاقف ثنائي الأبعاد
أدت الجهود المبذولة لشرح مزيد من التثاقف والاستيعاب بين السكان المهاجرين إلى صياغة نموذج التثاقف ثنائي الأبعاد. وفي إطار هذا النموذج، يتم إيلاء أهمية أكثر لعرض الأهمية التي يحددها السكان المهاجرون بشأن جوانب الثقافة الخاصة بهم (Berry (1974, 1980). وفي إطا نموذج التثاقف الخاص ببيري، يتم وصف مواقف المهاجرين كما أنها ترتكز على نقطتين: 1) "هل يُعتبر الحفاظ على الهوية والسمات الثقافية ذا قيمة؟ 2) "هل يُعتبر الحفاظ على العلاقات مع المجموعات الأخرى ذا قيمة؟"
ووجدت العديد من الدراسات التي تم إجراؤها بين مهاجرين برتغاليين ومجريين وكوريين ولبنانيين في كندا والمهاجرين الهنود في الولايات المتحدة أن غالبية هذه المجموعات ترغب في «التكامل» مقابل التهميش (Bourhis 377). وأظهر المزيد من نتائج الدراسات أن هذه المجموعات التي رغبت في التكامل قد عانت بشكل أقل من «إجهاد التثاقف» مقارنة بغيرها. ووفقًا لبيري (1990b)، فإن حقيقة أن التكامل كان نمط التثاقف الأكثر تفضيلاً في دراساته تشير إلى أن التعددية [حيث تتوقع الدولة من المهاجرين أن يعتمدوا القيم العامة للدولة المضيفة (المثل الديمقراطية والقوانين الجنائية)، ولكن يكون لديها قيم خاصة محددة إلزامية] قد تشكل الأيديولوجية التي تعكس توجه الكثيرين من مهاجري الجيل الأول في أمريكا الشمالية (Bourhis 373). وهكذا يمكن القول بأن المهاجرين يرغبون في التمسك بعناصر ثقافتهم خاصة، ولكنهم أيضًا يستوعبون جوانب من ثقافة البلد المضيف، وبالتالي يصبحون «متكاملين» في مجتمع الدولة المضيفة.